# ديفيد سيلس
ديفيد سيلس هو محامي وقاضي وسياسي أمريكي، ولد في 21 مارس 1938 في بيوريا في الولايات المتحدة، وتوفي في 23 أغسطس 2011 في إرفاين في الولايات المتحدة. نشط حزبياً في الحزب الجمهوري.